# Ensemble Organum
L’Ensemble Organum est un groupe de musique ancienne, spécialisé dans l'interprétation de la musique vocale médiévale.

## Histoire
Fondé en 1982 par Marcel Pérès l'ensemble Organum a abordé la plupart des répertoires européens qui marquèrent l'évolution de la musique depuis le VIe siècle. C'est à une autre approche du passé que voudrait inviter l'ensemble Organum, en situant la redécouverte et la réactualisation des musiques anciennes au cœur des grands courants socioculturels et spirituels du monde contemporains. 
Créé à l'Abbaye de Sénanque, puis accueilli à la Fondation Royaumont de 1984 à 2000, où Marcel Pérès fonda le CERIMM (Centre Européen de Recherche sur les Musiques Médiévales), l'ensemble Organum est depuis 2001 installé à l'ancienne abbaye de Moissac pour animer une nouvelle structure de recherche, le CIRMA(Centre Itinérant de Recherche sur les Musiques anciennes).

## Membres
Les membres et collaborateurs qui ont participé à l'ensemble au cours des années sont : Marcel Pérès, Aline Filippi, Anne Duperray, Antoine Guerber (directeur de l'ensemble Diabolus in Musica), Antoine Sicot, Astrid Maugard, Bruno Boterf, Christian Barrier, Cyrille Gerstenhaber, Dominique Vellard (directeur de l'Ensemble Gilles Binchois), Dominique Visse (directeur de l'Ensemble Clément-Janequin), Éric Guillermin, Florence Limon, François Fauché, François-Philippe Barbolosi, Frédéric Richard, Fréderic Tavernier, Gérard Lesne (directeur de l'ensemble Il Seminario Musicale), Gilberte Casabianca, Gilles Schneider, Giovannangelo De Gennaro, Isabelle Héroux, Jean-Christophe Candau (directeur de l'Ensemble Vox Cantoris et du Festival Les Riches Heures de La Réole), Jean-Étienne Langianni, Jean-Loup Charvet, Jean-Paul Rigaud, Jean-Pierre Lanfranchi, Jérôme Casalonga, Josep Benet, Josep Cabré, Kinga Cserjési, Kristin Hoefener, Laurence Brisset, Luc Terrieux, Lycourgos Angelopoulos, Malcolm Bothwell, Marie Langianni, Marie-France Leclercq, Marie Garnodon, Mathilde Daudy-Pérès, Michel Gauvain, Nanneke Schaap (vièle), Nicole Casalonga, Pascale Poulard, Pasquale Mourey, Patrizia Bovi, Patrick Aubailly, Paul Willenbrock, Philippe Balloy, Philippe Cantor, Samuel Husser, Sœur Marie Keyrouz, Stephen Grant, Stephan van Dyck et Valérie Gabriel.

## Répertoires
Les grands axes qui guident l’ensemble vers l’ouverture de nouveaux horizons sonores :
- Appréhender les musiques anciennes dans la perspective de la longue durée : de l’Antiquité tardive jusqu’aux traditions encore vivantes de nos jours.
- Toujours impliquer, les sciences de la mémoire - histoire de l’art, des sociétés et des mentalités - dans la réflexion sur la manière de générer les sons.
- Discerner dans les arts du passé les éléments qui feront évoluer ou muter les pratiques culturelles contemporaines.

Ainsi, progressivement et avec discrétion, l’ensemble Organum construit une véritable histoire du chant sacré - et, au travers de ce chant, une histoire des courants spirituels - qui synthétise dans une même mouvance les différentes civilisations qui ont fleuri autour du bassin méditerranéen et rayonnèrent à l’Est et à l’Ouest de l’Europe.
Les nombreux concerts et spectacles - plus de 1 300 - réalisés en Europe, sur le continent Américain, en Afrique et au Proche-Orient, l’enregistrement d'une quarantaine de disques - dont la plupart ont reçu les plus hautes distinctions : Diapason d'or, Classical Awards, Choc de l'année du Monde de la Musique - et les fréquentes participations à des émissions de radio et de télévision, ont permis à l'ensemble Organum de jouer un rôle déterminant dans le renouveau des musiques anciennes. En 2000, le New York Times classa l’enregistrement de la messe de Machaut par l’ensemble Organum parmi les 100 disques essentiels qui bouleversèrent la musique du XXe siècle[réf. nécessaire].

## Discographie
La discographie suivante est classée par date de sortie des disques. La référence incluse est toujours celle de la dernière réédition en CD :
- 1984 : Polyphonie Aquitaine du XIIe siècle. Saint Martial de Limoges. Harmonia Mundi Musique d'abord HMA 190 1134 (OCLC 18555621)
- 1985 : Messe du Jour de Noël. École Notre-Dame. Harmonia Mundi HMX 297 1148.
- 1986 : Chants de L'Église de Rome, Période Byzantine. Harmonia Mundi, depuis 2003 dans la collection Musique d'abord HMA 195 1218[1] (OCLC 884628536)
- 1986 : Josquin Desprez: Missa Pange lingua. Ensemble Organum en collaboration avec l'Ensemble Clément-Janequin. Harmonia Mundi HMC 90 1239.
- 1987 : Codex Chantilly. Airs de Cour du XIVe siècle. Harmonia Mundi Musique d'abord HMA 195 1252 (OCLC 180529215)
- 1987 : Corsica. Chants polyphoniques. Ensemble Organum en collaboration avec E Voce de u Cumune. Harmonia mundi HMC 90 1256.
- 1987 : François Couperin: Messe à l'usage des Paroisses (1690). Ensemble Organum et Jean-Charles Ablitzer (orgue). Harmonic Records H/CD 8613.
- 1987 : Polyphonie Aquitaine du XIIe siècle - Saint Martial de Limoges. Harmonia Mundi HMC 901134
- 1989 : Chants de l'Église Milanaise. Harmonia Mundi Musique d'abord HMA 195 1295.
- 1990 : Plain-chant Cathédrale d'Auxerre. Harmonia Mundi Musique d'abord 1901319 (OCLC 613722777)
- 1990 : Carmina Burana. Le Grand Mystère de la Passion. 2CD Harmonia Mundi HMC 90 1323/24 (OCLC 613722310)
- 1991 : Le jeu des pèlerins d'emmaüs. Drame liturgique du XIIe siècle. Harmonia Mundi HMX 290 1347 (OCLC 257329201)
- 1991 : Messe de Tournai. Harmonia Mundi Musique d'abord HMA 195 1353 (OCLC 179733312)
- 1992 : Codex Faenza. Italie, XVe siècle. Harmonia Mundi musique d'abord HMA 190 1354 (OCLC 605005180)
- 1992 : Messe de Saint Marcel. Chants de L'Église de Rome (XIIe et XIIIe siècles). Harmonia Mundi Musique d'abord 195 1382.
- 1992 : Palestrina: Missa Viri Galilaei. Ensemble Organum en collaboration avec La Chapelle royale (dir. Philippe Herreweghe). Harmonia Mundi Musique d'abord HMA 195 1388.
- 1992 : Chant Cistercien. Monodies du XIIe siècle. Harmonia Mundi 2901392 (OCLC 407062312), (BNF 38216779).
- 1993 : Le Graduel d'Aliénor de Bretagne. Plain-chant et polyphonie des XIIIe et XIVe siècles. Harmonia Mundi HMD 90 1403.
- 1993 : Ockeghem: Requiem. Harmonia Mundi HMD 941441.
- 1994 : Chants de la Cathédrale de Benevento. Semaine Sainte & Pâques. Harmonia Mundi HMC 90 1476.
- 1994 : Chant Corse. Manuscrits franciscains des XVIIe et XVIIIe siècles. Harmonia Mundi 901495 (OCLC 319948761)
- 1994 : Plain-Chant Parisien, XVIIe et XVIIIe siècles. Ensemble Organum en collaboration avec Les Pages de la Chapelle. Harmonia Mundi 901480.
- 1995 : Chant Mozarabe Cathédrale de Tolède (XVe siècle). Harmonia mundi HMC 90 1519.
- 1995 : École Notre Dame. Messe de la Nativité de la Vierge. Harmonia Mundi 901538.
- 1996 : Laudario di Cortona. Un mystère du XIIIe siècle. Harmonia mundi HMC 901582.
- 1997 : Guillaume de Machaut: La Messe de Nostre Dame. Harmonia mundi HMC 90 1590.
- 1997 : Hildegard von Bingen - Laudes de Sainte Ursule. Harmonia mundi HMC 901626.
- 1998 : Chants de l'Église de Rome, Vêpres du jour de Pâques. Harmonia Mundi, depuis 2005 dans la collection Musique d'abord HMA 195 1604[2].
- 2004 : Compostela ad Vesperas Sancti Iacobi. Codex Calixtinus XIIe siècle. Ambroisie AMB 9966.
- 2005 : Ad vesperas Sancti Ludovici Regis Franciæ. Antiphonaire des Invalides, 1682. Ambroisie 9982.
- 2006 : Le Chant des Templiers. Le Manuscrit du Saint Sépulcre. Ambroisie 9997.
- 2008 : Chant de l'Église de Rome, VIe – XIIIe siècle - incarnatio verbi - Messes de Noël. Zig-Zag Territoires ZZT 081001[3].
- 2009 : Missa Gotica. XIVe siècle. Avignon, Toulouse, Apt, Barcelona. Zig-Zag Territoires ZZT 090601.
- 2012 : Requiem Lux Perpetua – Anthonius Divitis / Antoine de Févin. Outhere – Aeon AECD 1216

Compilations
- 1995 : Marcel Pérès Portrait. Harmonia mundi SP 042.
- 1998 : Trois Maîtres du Moyen Age. From Chant to Polyphony. Harmonia Mundi 290891 (3 CD). Regroupe les trois CD suivants dans un seul coffret : 
  - Guillaume de Machaut: La Messe de Nostre Dame
  - Hildegard von Bingen - Laudes de Sainte Ursule
  - Ockeghem: Requiem.

Compilations avec d'autres ensembles
- 1995 : Ancient Voices. Vox sacra. Anonymous 4, Ensemble Organum - Marcel Pérès et Sœur Marie Keyrouz. Harmonia mundi HMX 290 608.
- 1995 : Les Très Riches Heures du Moyen Âge. A Medieval Journey. Sœur Marie Keyrouz, Ensemble Organum, Deller Consort, Clemencic Consort, Anonymous 4, Hilliard Ensemble, Newberry Consort et Paul O'Dette. Harmonia mundi HMX 290 649 / 654 (6 CD)
- 1996 : Musica humana. Anonymous 4, Discantus, Ensemble Gilles-Binchois, Chœur byzantin de Grèce, Ensemble Organum, Musica Nova, Crawford Young et John Fleagle, Gothic Voices, Hilliard Ensemble, Houria Aïchi, Yann-Fañch Kemener, Ozan Firat, Kalenda Maya et Françoise Atlan. L'Empreinte digitale ED 13 047.